# Les Paysans de Rougeline
“Les Paysans de Rougeline” est un producteur et distributeur de fruits et légumes en France. Avec sept bassins de production et 197 exploitations agricoles situées dans le sud de la France (en Aquitaine, Camargue, Landes, Limousin, Provence, Rhône-Alpes, Roussillon), Les Paysans de Rougeline ont produit 88 500 tonnes de fruits et légumes en 2024 (dont 77 000 t de tomates, 7 100 t de concombres, 4 000 t de fraises et framboises, 700 t de légumes ratatouille (aubergines, courgettes, etc), 200 t d'asperges …) en bio, conventionnel ou sous le label “Zéro résidu de pesticides”, dont elle est à l’origine avec le Collectif "Nouveaux Champs".
La culture des fruits et légumes est réalisée en pleine terre (700 hectares de salade, kiwi, tomate, concombre, raisin, blé, maïs, fraise) ou, de plus en plus, sous serre ou écoserre (318 ha de tomate, fraise, concombre, asperge).
Le groupe représente environ 3 000 salariés, en incluant l'effectif de production des 197 exploitations agricoles.

## Organisation

### Administration et production
“Les Paysans de Rougeline” est une Union de coopératives française fondée en 1990 sous l’impulsion des groupes de producteurs Valprim, Agrisud, Pardi, Cadralbret et Primeurs de la Crau.
Elle rassemble des producteurs de fruits et légumes qui cultivent dans le sud de la France.
Son siège est situé à Marmande, dans le Lot-et-Garonne.
Le rôle principal de l’entreprise est d’organiser l'offre et de commercialiser l’intégralité des fruits et légumes récoltés dans les six organisations de producteurs. Cette commercialisation se fait surtout de manière locale, puisque plus de 75% des récoltes sont vendues dans les bassins de production .
Rougeline produit une large gamme de fruits et légumes où les tomates représentent plus de 80% de la production totale. Pour organiser l’offre, elle accompagne les organisations de producteurs dans le choix des variétés cultivées et dans l’exigence de qualité des légumes produits (Bio, IGP, Label Rouge, "Zéro Résidus de pesticides"…),,,.
L’entreprise a aussi créé une segmentation pour la commercialisation de ses produits, à travers des repères apposés sur les emballages de vente.
Au-delà du travail sur la qualité gustative de ses produits, elle a initié la création du Collectif “Nouveaux champs”, qui fédère des centaines de paysans français et a créé le label “Zéro résidu de pesticide” visant à labelliser des fruits, légumes et autres productions agricoles dont la teneur en pesticides est inférieure au minimum mesurable (soit moins de 0,00001 g/kg) ,.
Pour la commercialisation, l’entreprise a passé une série de contrats avec des distributeurs comme avec des transformateurs.

### L'écoserre®, innovation technologique et concept agroécologique
Les Paysans de Rougeline ont développé leur premier concept de serre écologique à Parentis-en-Born en 2010, profitant d’une source d’énergie fatale produite par les forages pétroliers découverts à proximité dans les années 50 .
Depuis, ces sources de chaleur ont été complétées par d’autres sources d’énergie : les énergies renouvelables et alternatives ou la chaleur récupérée à la sortie des unités de valorisation des déchets  ou de centrales de cogénération biomasse  ) exploitées à proximité. Ces serres sont donc installées à proximité de ces unités de production d’énergie.  
Le concept d'écoserre permet la culture et la production de fruits et légumes en milieu contrôlé . Chaque site est différent mais tous partagent quelques grands principes : la chaleur est apportée par l’utilisation d’énergie renouvelable ou d’énergie résiduelle de centrales électriques à source non fossile, permettant une température contrôlée et constante ; la consommation d’eau et de fertilisants est ajustée et réduite le plus possible ; la protection biologique intégrée est pratiquée ; le tri et le recyclage sont mis en place dans le processus de culture ; et enfin, l'écoserre doit être créatrice d’emploi ,.
D’autres écoserres ont été réalisées en Haute-Gironde , en Provence  ou dans la Drôme.
La marque « Ecoserre, serre écologique » est déposée en France depuis le 5 août 2016 auprès de l'INPI.

### La protection biologique intégrée (PBI)
La protection biologique intégrée fait partie des principes adoptés par les producteurs de Rougeline, qu’ils travaillent en serre, en serre à milieu contrôlé ou en pleine terre .
La protection biologique intégrée est la combinaison de deux méthodes de lutte contre les ravageurs : la lutte biologique et la protection intégrée. La lutte biologique consiste à combattre un organisme nuisible par l’utilisation de mécanismes naturels (appartenant au règne animal ou au végétal) ; la protection intégrée est l’application rationnelle d’une combinaison de mesures biologiques, chimiques, physiques et culturales mettant en œuvre l’amélioration des végétaux. Les préparations phytopharmaceutiques peuvent y être utilisées au minimum nécessaire pour limiter les populations de nuisibles au-dessous du seuil à partir duquel apparaissent des dommages économiquement inacceptables.